# Мішо Бречко
Мі́шо Бре́чко (словен. Mišo Brečko; нар. 1 травня 1984, Трбовлє, СФРЮ) — словенський футболіст, захисник німецького клубу «Кельн» і збірної Словенії .

## Клубна кар'єра
Свою кар'єру Мішо розпочав у молодіжній команді «Рудара» зі свого рідного міста. У сезоні 2002-03 виступав за «Фактор», який тоді виступав у Третій лізі. Сезон 2003-04 провів у клубі «Смартно» з Першої ліги. У липні 2004 року перейшов в німецький «Гамбург». У сезоні 2004-05 Бречко лише сім разів з'являвся у складі і в 2005 році був відданий в оренду в «Ганзу». За «Ганзу» гравець зіграв 24 матчі і забив один гол, проте «Гамбург» знову віддав його в оренду, в «Ерцебірґе» з Другої Бундесліги. Влітку 2008 року перейшов в «Кельн», підписавши трирічний контракт з клубом. Перші голи за новий клуб Мішо забив 14 березня 2009 року в матчі проти «Боруссії» з Менхенгладбаха (2:4).

## Міжнародна кар'єра
З 2003 по 2006 рік виступав за молодіжну збірну. 17 листопада 2004 дебютував у головній збірній в товариському матчі проти команди Словаччини (0:0). Всього за збірну Словенії провів 30 матчів.